# Petkovicaklostret

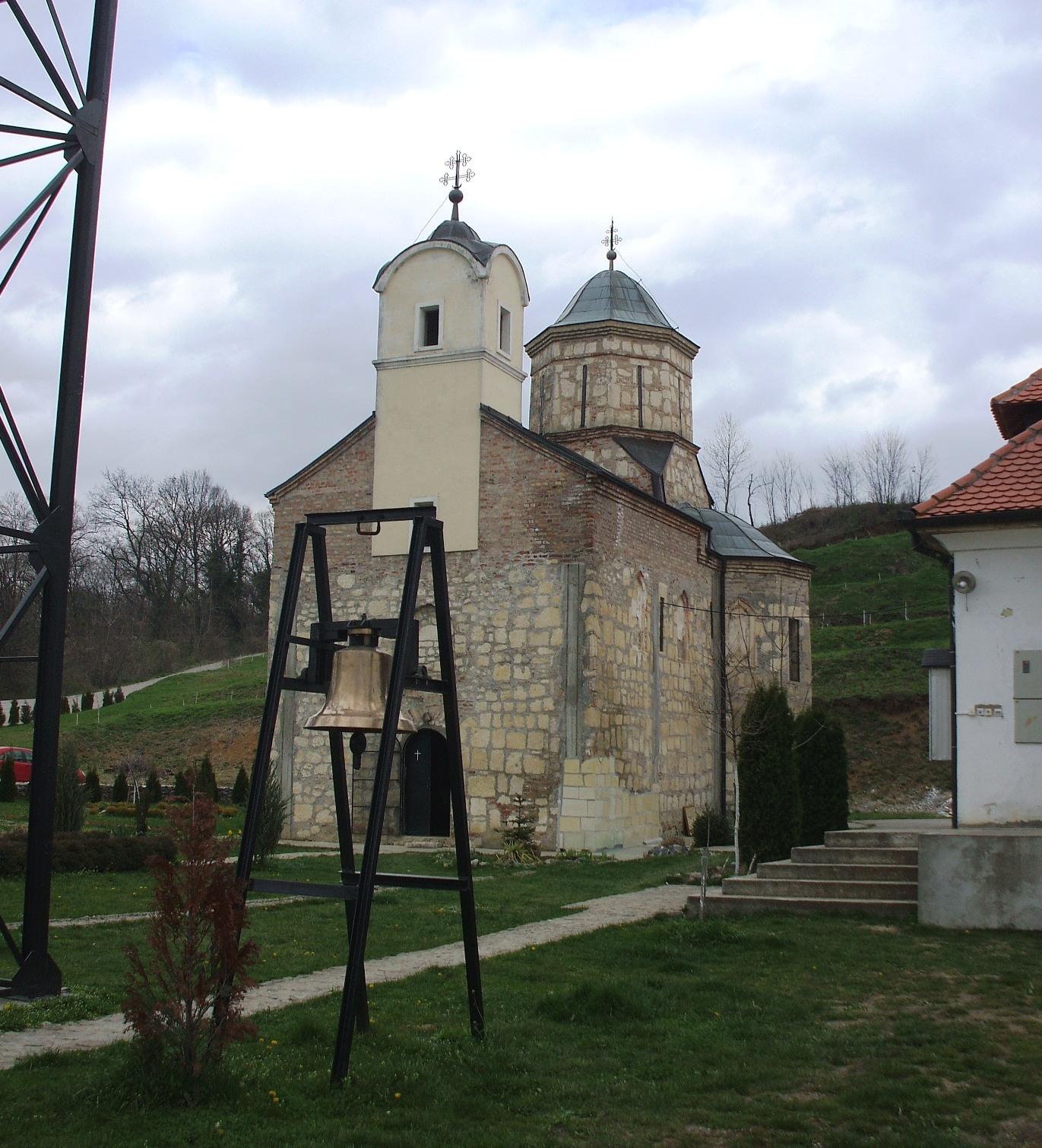
Petkovica

Petkovicaklostret (serbiska: Манастир Петковица / Manastir Petkovica) är ett serbiskt-ortodoxt kloster på berget Fruška Gora i norra Serbien, i provinsen Vojvodina. Enligt historien[källa behövs] grundades det av änkan till Stefan Štiljanović. Tidigaste historiska källan där klostret nämns är från 1566/1567. År 1990 förklarades klostret som ett monument av särskild kulturell betydelse.